# Росляков, Степан Фёдорович
Степа́н Фёдорович Росляко́в (26 октября 1912 года, село Суслово — 31 марта 1971 года, Мариинск) — гвардии старший сержант, полный кавалер ордена Славы.

## Биография
Росляков Степан Фёдорович родился 26 октября 1912 года в селе Суслово ныне Мариинского района Кемеровской области в семье крестьянина. Русский. Окончил 4 класса. Жил в посёлке Тяжинский той же области. До войны работал заведующим складом Тяжинской базы.
Был командиром расчета роты 82-мм минометов 102-го стрелкового полка (41-я стрелковая дивизия, 69-я армия, 1-й Белорусский фронт); звание: гвардии старший сержант (на момент представления к награждению орденом Славы 1-й степени).
- Январь 1942 года — призван в Красную Армии Тяжинскм райвоенкоматом.
- Октября 1942 года — был отправлен на фронт.
- 1943 — Член КПСС.
- Лето 1943 года — командир расчета роты 82-мм минометов 102-го стрелкового полка 41-я стрелковой дивизии. В её составе прошел до конца войны. Был участником сражения на Курской дуге.
- Зима 1943-1944 годов — его дивизия вела оборонительные бои в Белоруссии.
  - С 31 декабря 1943 по 10 января 1944 года в районе села Малые Козловичи (Рогачевский район Могилевской области) проявил большую активность:

со своим миномётом кочевал по позициям полка, из боевых порядков пехоты уничтожил 6 огневых точек, дом со складом боеприпасов, уничтожил около 30 гитлеровцев. За эти бои получил первую боевую награду — орден Красной Звезды.
- 27 апреля 1944 года — при отражении атаки противника в районе села Мировичи (Туринский район Волынской области, Украины): старший сержант Росляков огнём из миномёта подавил огонь двух вражеских пулемётов, поджег бронетранспортёр, частично уничтожил группу из 30 вражеских солдат.
  - Приказом по частям 41-й стрелковой дивизии от 17 мая 1944 года (№74/н) гвардии старший сержант Росляков Степан Фёдорович награждён орденом Славы 3-й степени.
- 20 августа 1944 года — в боях при расширении плацдарма на левом берегу реки Висла в районе населенного пункта Яновец (восточнее города Зволень, Польша): старший сержант Росляков продвигался со своим минометом вплотную за пехотой, поддерживая её огнём. Командуя расчётом, уничтожил больше 10 гитлеровцев, подавил два пулемёта.
  - Приказом по войскам 69-й армии от 28 ноября 1944 года (№261/н) гвардии старший сержант Росляков Степан Фёдорович награждён орденом Славы 2-й степени.

В Берлинской стратегической операции дивизия в составе 69-й армии наступала с Кюстринского плацдарма; участвовала в ликвидации группировки противника, окруженной юго-восточнее Берлина.
- 26 апреля 1945 года — в бою за город Шторков (Германия) расчёт старшего сержанта Рослякова: участвовал в отражении 8 контратак противника. Командир расчёта лично пленил одного пехотинца.
  - Указом Президиума Верховного Совета СССР от 15 мая 1946 года гвардии старший сержант Росляков Степан Фёдорович был награждён орденом Славы 1-й степени.

Стал полным кавалером ордена Славы.
В 1946 году был демобилизован.

## После войны
Вернулся на родину.
Жил в посёлке Тяжинский; затем — в городе Мариинск. Работал диспетчером Мариинского маслозавода, плотником в совхозе поселка Заречный Мариинского района.
Степан Фёдорович cкончался 31 марта 1971 года. Похоронен на кладбище города Мариинск.

## Награды
Награждён орденами:
- Красной Звезды (02.02.1944),
- Славы:
  - 1-й степени (15.05.1946),
  - 2-й степени (29.11.1944),
  - 3-й степени (17.05.1944),
- медалями[какими?].